# Radu Ioan Bogdan
Radu Ioan Bogdan (* 18. Januar 1923 in Bacău) ist ein ehemaliger rumänischer Politiker der Rumänischen Kommunistischen Partei PCR (Partidul Comunist Român), Hochschullehrer und Diplomat, der unter anderem zwischen 1974 und 1977 Vize-Minister für Bildung und Unterricht sowie von 1977 bis 1978 Vize-Minister für Bergbau, Erdöl und Geologie war. Er fungierte zudem zwischen 1978 und 1986 als Botschafter in Japan.

## Leben
Radu Ioan Bogdan begann nach dem Schulbesuch 1941 ein Studium an einer Fakultät für Elektromechanik und schloss dieses 1946 mit einem Doktorat als Ingenieur für Elektrotechnik aus. Anschließend begann er 1946 seine berufliche Laufbahn beim staatlichen Transportunternehmen in Brașov und war bis 1951 nacheinander Ingenieur, Chef des Fertigungsdienstes sowie zuletzt Chefingenieur der Zentralwerkstatt. 1947 wurde er Mitglied der Kommunistischen Partei Rumäniens PCdR (Partidul Comunist din Romania). Nachdem er 1951 kurzzeitig Instrukteur in der Abteilung Leichtindustrie des Zentralkomitees (ZK) der Rumänischen Arbeiterpartei PMR (Partidul Muncitoresc Român) war, fungierte er zwischen 1951 und 1954 als Arbeitsdirektor und Leiter des Labors des Instituts für angewandte Mechanik der Akademie der Volksrepublik Rumänien. Anschließend wechselte er 1954 an das Polytechnische Institut Bukarest und war dort bis 1964 stellvertretender Wissenschaftlicher Direktor und Chef der Sektion für theoretische Mechanik. 1964 übernahm er eine Professur am Polytechnischen Institut Bukarest und war zugleich bis 1969 Leiter der Zentralabteilung Mechanik fester Körper des Instituts.
Am 13. Oktober 1969 wurde Bogdan Generalsekretär des Bergbauministeriums (Ministerul Minelor) und behielt dieses Amt bis zum 16. März 1970. Nach darauf folgenden Reorganisationen der Ministerien war er zwischen dem 16. März 1970 und dem 3. April 1971 Generalsekretär des Ministeriums für Bergbauindustrie und Geologie (Ministerul Industriei Miniere și Geologiei) sowie daraufhin vom 3. April 1971 bis zum 3. Mai 1972 Generalsekretär des Ministeriums für Bergbau, Erdöl und Geologie (Ministerul Minelor, Petrolului și Geologiei). 1972 wurde er Rektor der im Jahr zuvor gegründeten Universität Brașov. Zugleich wurde er 1973 Mitglied des Büros des Parteikomitees im Kreis Brașov. Danach war er zwischen dem 9. August 1974 und dem 8. Februar 1977 Vize-Minister für Bildung und Unterricht (Adjunct al ministrului al educației și învățământului). Auf dem Elften Parteitag der PCR (24. bis 27. November 1974) wurde er Mitglied des ZK der PCR und gehörte diesem Gremium bis zum Zwölften Parteitag der PCR (19. bis 23. November 1979) an. Er war zudem vom 19. März 1977 bis zum 3. Mai 1978 Vize-Minister für Bergbau, Erdöl und Geologie (Adjunct al ministrului minelor, petrolului și geologiei).
Zuletzt löste Radu Ioan Bogdan am 30. Mai 1978 Nicolae Finanțu als Botschafter in Japan ab und behielt diesen Posten bis zum 18. Juli 1986, woraufhin Constantin Vlad seine Nachfolge antrat.